# Атом у запрязі
«Атом у запрязі» — науково-фантастичний роман (згідно частини джерел повість) невідомого українського радянського автора, який використав псевдонім «Блюм і Розен». Уперше твір надрукований у 1929 році в Харкові у Державному видавництві України. Вдруге українською мовою роман надруковано в 2017 році у видавництві «Темпора» в однойменній антології, до якої також увійшли романи «Азіятський аероліт» та «Ідуть роботарі».
У романі йдеться про молодого московського вченого Журавльова, що прагне за допомогою капіталістів удосконалити свій прилад для розщеплення атомного ядра, але потім обертає його проти капіталістів.

## Особливості твору
Роман уперше виданий у 1929 році в Харкові. Автор роману достеменно не відомий, і сучасними критиками, зважаючи на те що псевдонімом автора є «Блюм і Розен», висунуто припущення, що автором роману був тогочасний український фізик Розенблюм, який публікував свої науково-популярні статті в тогочасному харківському журналі «Знаття» («Знання»). Твір написаний за правилами чинного на той час харківського правопису, і в тексті роману часто зустрічаються тогочасні наукові та технічні терміни, натепер рідковживані, або застарілі, зокрема: «наснага» — «заряд», «нітон» — «радон», «водокисень» — «гідроксильна група», «лютувальник» — «паяльник» та інші. На думку літературних критиків 20-х років ХХ століття, твір виданий з великою кількістю друкарських помилок, а також помилок технічних і наукових. Проте на думку сучасних літературних критиків, у романі краще виписані тогочасні наукові досягнення, ніж у романах 50—60-х років ХХ століття. Сучасні критики також вважають цей роман менш ідеологізованим, ніж пізніші фантастичні твори, оскільки на той час ідеологічну складову в своїх творах письменники ще не вміли, а, ймовірно й не хотіли розвивати.

## Сюжет
Дія роману відбувається у 1939 році. Земля розподілена між радянськими (комуністичними) країнами, до яких, крім СРСР, належать Китай, Індія та Німеччина, та капіталістичним світом, до якого належать решта країн. Капіталістичні країни утворили своєрідну федерацію, і на місці Ліги Націй утворили своєрідний світовий парламент — Парламент миру, який засідав у місті Веллінгтон (столиці Нової Зеландії). Всесвітній капіталістичний уряд, названий Кабінетом військової справи та шпигунства, засідає також у цьому місті, і основним своїм завданням вважає створення радіозавіси від радіопередавачів СРСР, для чого на кордонах із Радянським Союзом на різній висоті в повітрі встановлено великі аеростати, на борту яких встановлені потужні радіостанції, які цілодобово передають джаз-банд, що створює на кордонах шумову стіну, яка не пропускає радіосигнали з СРСР до капіталістичних країн. Головою цього уряду є японець То-Кіхо, військовим міністром є полковник Вівіч, міністром техніки — італієць Бандієра, членом уряду є також американець Генрі Форд.
Розпочинається роман зі спроби молодого московського вченого Журавльова на повітряній кулі перетнути Чорне море, щоб потрапити до капіталістичної федерації з метою вдосконалення свого винаходу — приладу, який за допомогою потужного електричного заряду має здатність руйнувати атомне ядро. Разом із ним на повітряній кулі кордон перетинають його вчитель і наставник, московський професор із 16-річним хлопцем Борисом. Професор у романі перебирає на себе роль іноземного шпигуна. Мандрівникам вдається перетнути кордон, та долетіти до Італії, де вони приземляються, та їх арештовують місцеві поліцейські.
Пізніше Журавльову із хлопцем вдається втекти від поліції, та сховатись у підпіллі в місцевих комуністів. Паралельно в Москву проникає розвідувальна група агентів капіталістичної федерації, які викрадають зразок приладу Журавльова, за його допомогою знищують будинок колишнього посольства Великої Британії, й паралельно викрадають молоду дівчину-комсомолку Людмилу Чудновську, оскільки вважають її пов'язаною із винахідником апарату. Людмилі вдається втекти, одночасно дістати необхідні матеріали для Журавльова, та навіть запобігти страті керівника прокомуністичного повстання на Мадагаскарі Зоре.
Журавльову, вкравши винаходи у капіталістів, вдається доробити свій апарат, за допомогою якого він знищує більшу частину військової техніки та озброєння капіталістичної федерації, а також резиденцію світового капіталістичного уряду, та за допомогою італійських та новозеландських комуністів повернутися до Москви, де він виступає перед широкою аудиторією з детальним описом свого винаходу та перспективами майбутньої комуністичної економіки, пов'язаними із використанням приладу Журавльова та атомною енергією в цілому. Після знищення військової техніки та розгрому штаб-квартири світового капіталістичного уряду у капіталістичних країнах розпочинається повстання робітників. Завершується роман загальним всесвітнім співом «Інтернаціоналу».

## Переклади
Роман «Атом у запрязі» перекладений російською мовою, та під назвою «Атом в упряжке» опублікований у вигляді електронної книги в серії «Советская авантюрно-фантастическая проза 1920-х гг.» як том XI російським видавництвом електронних книг «Salamandra P.V.V.».